# Lejrskov Kirke
Lejrskov Kirke er en dansk kirke beliggende i Lejrskov Sogn. Kirken er bygget i 1100-1200'tallet. Kirken har fælles menighed med Jordrup Kirke.